# 크리스천 케인
크리스천 케인(Christian Kane, 1974년 6월 27일 ~ )은 미국의 배우, 싱어송라이터이다.

## 영상 목록

### 영화
- 프라이데이 나이트 라이츠 (2004)

### 텔레비전
- 수퍼내추럴 (2019)

## 음반 목록

### 정규 앨범
- Kane (2002)
- The House Rules (2010)

### EP
- Christian Kane (2010)